# The Great Silence
The Great Silence — второй студийный альбом норвежской готик-рок группы Elusive, вышедший 27 июня 2005 года на немецком лейбле Pandaimonium Records. В России был издан лейблом Irond Records.

## Стиль и отзывы критиков
Диск был весьма высоко оценён музыкальными критиками и собрал массу положительных отзывов. Так, рецензент из влиятельного бельгийского онлайн-журнала Dark Entries, специализирующегося на готик-роке, назвал альбом «полным грусти и меланхолии и очень сильным» и поставил Elusive в один ряд с такими группами, как Sisters of Mercy, Fields of the Nephilim и The Mission (последние, по его мнению, оказали на творчество норвежского коллектива существенное влияние, также как и Led Zeppelin).
Анна-Мария Бониш из немецкого журнала Sonic Seducer в своей рецензии отметила, что в композициях с альбома прекрасно сочетаются традиции классического готик-рока 1980-х и современное звучание, а также упомянула о вероятном влиянии кантри-музыки (в частности, Джонни Кэша) на творчество коллектива.
Рецензент немецкого портала RockHard Тобиас Блюм в целом положительно оценил The Great Silence, упомянув о том, что диск продолжает традиции Sisters of Mercy и Fields of the Nephilim; также он посчитал вероятным влияние Билли Айдола на Elusive. В своём отзыве он крайне высоко оценил вокал Яна Кеннета Баркведа и заявил, что почти от всех песен, представленных на альбоме, «веет эпическим талантом». В то же время Блюм остался недоволен «слишком безжизненным» звучанием синтезированных ударных, которое, по его мнению, несколько портит общее впечатление.
Высокую оценку альбому поставил и рецензент из онлайн-журнала Sideline, в очередной раз указавший на сильную связь музыки Elusive с творчеством The Mission и назвавший стиль The Great Silence «типично готическим».

## Список композиций
Все тексты: Ян Кеннет Барквед. Музыка: Elusive.
1. «Ride» — 5:42
2. «End of Trail» — 5:55
3. «Fading Rose» — 6:17
4. «Lost in the Rain» — 5:15
5. «The Great Silence» — 8:32
6. «You» — 4:35
7. «She’s a River» — 6:04
8. «Coming Home» — 5:20
9. «Summer» — 6:03
10. «Outskirts» — 9:42
11. «Passage» — 6:06

## Участники записи
- Ян Кеннет Барквед — вокал
- Томми Ольссон — гитара, программирование
- Кристиан Гундерсен — бас-гитара, гитара